# Gjemnes
Gmina Gjemnes (norw. Gjemnes kommune) – norweska gmina leżąca w regionie Møre og Romsdal. Jej siedzibą jest miasto Batnfjordsøra.
Gjemnes jest 245. norweską gminą pod względem powierzchni.

## Demografia
Według danych z roku 2005 gminę zamieszkuje 2700 osób. Gęstość zaludnienia wynosi 7,06 os./km². Pod względem zaludnienia Gjemnes zajmuje 290. miejsce wśród norweskich gmin.
| ludność stan na 1 stycznia 2005 |         |           |       |
|                                 | kobiety | mężczyźni | razem |
| osób                            | 1381    | 1319      | 2700  |
| %                               | 51,15%  | 48,85%    | 100%  |

| wykształcenie stan na 1 października 2004 |            |         |        |          |
|                                           | podstawowe | średnie | wyższe | nieznane |
| osób                                      | 460        | 1311    | 348    | 42       |
| %                                         | 21,29%     | 60,67%  | 16,1%  | 1,94%    |

## Edukacja
Według danych z 1 października 2004:
- liczba szkół podstawowych (norw. grunnskolar): 4
- liczba uczniów szkół podst.: 330

## Władze gminy
Według danych na rok 2011 administratorem gminy (norw. rådmann) jest Nils Martin Sæther, natomiast burmistrzem (norw. ordfører, d. borgermester) jest Knut Sjømæling.